# Hibiscus rhabdotospermus
Hibiscus rhabdotospermus är en malvaväxtart som beskrevs av Christian August Friedrich Garcke. Hibiscus rhabdotospermus ingår i Hibiskussläktet som ingår i familjen malvaväxter. Inga underarter finns listade i Catalogue of Life.